# تازول (تنسی)
تازول(به انگلیسی: Tazewell) شهری در ایالت تنسی کشور ایالات متحده آمریکا است که جمعیت آن در سرشماری سال ۲۰۱۹ میلادی، ۳۱۱۲ نفر بوده‌است.